# Aneides lugubris
- Commons
- Wikispecies

Aneides lugubris (popularmente conhecida como salamandra arbórea) é uma espécie de anfíbio caudado pertencente à família Plethodontidae. Tem entre 5,1 cm e 8,1 cm de comprimento e pode ser encontrada nas florestas da Califórnia. Possui cauda preênsil, o que dá a esta espécie uma ótima habilidade de escalar árvores. É um animal noturno. As larvas desta espécie assemelham-se a adultos de outras espécies próximas, uma vez que passa por um processo de hiperossificação e aumento da sua agressividade, por peramorfose.